# Canal de Varkaantaipale
Le Canal de Varkaantaipale (finnois : Varkaantaipaleen kanava) est un canal sans écluse, situé à Ristiina en Finlande.

## Description
Le canal est situé en Savonie du Sud a  Ristiina entre les lacs Yövesi et Louhivesi.
Le canal de 416 mètres de long, creusé principalement dans la roche, a été construit en 1874-1877 dans le cadre de l'amélioration de la voie navigable entre Le Saimaa et Mikkeli, et il a été mis en service à l'automne 1877.
La largeur du canal est de 8,9 mètres et sa profondeur de 1,9 mètre. 
La plus basse hauteur de passage du canal est de 8 mètres, il ne peut donc être utilisé que par des bateaux à moteur. Un pont routier traverse le canal.
Le canal sera totalement achevé en 1919.